# C. a k. polní maršálek
C. a k. polní maršálek je český film z roku 1930 s Vlastou Burianem v hlavní roli.

## Děj
Penzionovanému rytmistru (setníkovi) Františku Procházkovi (Vlasta Burian) se zdá sen, že je Napoleon a že vyhrál těžkou bitvu. Vtom se probudí a všimne si své odmítnuté žádosti, aby byl opět jmenován rytmistrem. Jde do restaurace „U kanónu“ ke starým válečníkům, kde si může s kamarády popovídat a zavzpomínat na staré dobré časy. Procházka si s nimi zazpívá i zakázanou píseň o polním maršálkovi, kterou zpívali jeho vojáci a kvůli které byl penzionován. Přitom si také vzpomněl na svého synovce poručíka (lajtnanta) Rudiho Eberleho (Jiří Hron). Rozhodne se za ním vypravit k jeho posádce v Polsku, kde synovec slouží. Mezitím v posádce potká Rudi sluhu polního maršálka (Jaroslav Marvan) a nabízí mu, že v jeho pokoji může polní maršálek, který má přijet na inspekci, bydlet. Vše vyslechne ustrašený vojenský sluha Sepll (Jan W. Speerger), který to oznámí plukovníkovi (obrstovi), veliteli vojenské posádky Přecechtělovi (Theodor Pištěk) a jeho manželce, pravé velitelce garnizóny, paní Přecechtělové (Helena Monczáková). Z jeho podání vyplývá, že polní maršálek je Rudiho strýček. Skutečný strýček však synovce příjezdem velmi překvapí. Při zabydlování si Procházka všimne maršálské uniformy a vyzkouší si ji. Spatří ho v ní několik důstojníků, kteří ho pokládají za pravého maršálka. Jelikož se tato událost rozkřikne, nezbývá Rudimu a Františkovi nic jiného, než dohrát celou komedii do konce. Procházka zorganizuje polní cvičení a zajistí svatbu Rudiho s dcerou obrsta Lily Přecechtělovou (Máňa Ženíšková), kterou chtěla paní obrstová provdat za rytmistra hraběte Gézu von Medáka (Čeněk Šlégl). Večer jdou všichni do blízkého kabaretu, kam dostali pozvání od kabaretiéra (Eman Fiala) a kabaretní zpěvačky, bývalé přítelkyně Rudiho (Olga Augustová). V kabaretu za přítomnosti falešného polní maršálka zazní zakázaná písnička, kterou se chce nechat Procházka ráno vzbudit. Ještě večer chytne špiona – černého muže – hraběte Gézu von Medáka. Druhý den ráno však potká pravého polního maršálka (Josef Hořánek) a musí mu zazpívat zakázanou písničku. Maršálek to však Procházkovi promine a povýší ho na majora.

## Hrají
- Vlasta Burian (rytmistr [setník] v penzi František Procházka, falešný c. a k. polní maršálek a Napoleon)
- Theodor Pištěk (plukovník Přecechtěl)
- Helena Monczáková (paní Přecechtělová, jeho žena)
- Máňa Ženíšková (Lily Přecechtělová, jejich dcera)
- Jiří Hron (poručík Rudi Eberle, Procházkův synovec)
- Jan W. Speerger (vojenský sluha Sepll)
- Čeněk Šlégl (rytmistr hrabě Géza von Medák)
- Olga Augustová (kabaretní zpěvačka)
- Eman Fiala (kabaretiér)
- Jindřich Plachta (nadporučík Hofer)
- Josef Hořánek (pravý polní maršálek)
- Jaroslav Marvan (maršálkův sluha Bálek)
- Milka Brodská (Procházkova hospodyně)
- Josef Rovenský (starosta)
- Eduard Šlégl (stoletý občan)
- Ivo Richard Stuchlý (setník Hřebík)
- Jan Hilbert Vávra (zpěvák v hospodě „U kanónu“)
- Filip Bálek – Brodský, Alois Charvát (návštěvníci hospody „U kanónu“)
- Alexander Třebovský, Emil Dlesk, Karel Schleichert (Napoleonova družina)

## Autorský tým
- Námět: Emil Artur Longen (divadelní hra)
- Scénář: Václav Wasserman
- Režie: Karel Lamač
- Kamera: Otto Heller, Václav Vích
- Hudba: Jára Beneš
- Texty písní: Emanuel Brožík
- Výroba: Elektafilm

## Technické údaje
- Rok výroby: 1930
- Premiéra: 24. října 1930
- Zvuk: zvukový
- Barva: černobílý
- Délka: 88 minut
- Druh filmu: komedie
- Země původu: Československo
- Jazyk: čeština

## Zajímavosti
- Souběžně s českou verzí byla vyráběna německá verze pod názvem K. und K. Feldmarschall. V praxi to vypadalo tak, že na každé scéně se točilo s českými herci, které po chvíli zastoupili němečtí. Na scéně zůstával jen Vlasta Burian.
- Jde o první českou zvukovou filmovou komedii.
- Film byl komerčně neobyčejně úspěšný. Za osm premiérových týdnů ve dvou pražských kinech (Adria a Fénix) ho navštívilo téměř 300 000 diváků a kina utržila přes 2,5 milionu Kč.[1]